# Nykøbing Mors
Nykøbing Mors est la plus grande ville de l'île de Mors, située dans le Limfjord, Jutland du Nord au Danemark.
Sa population était de 9 033 habitants au 1er janvier 2022.

## Galerie

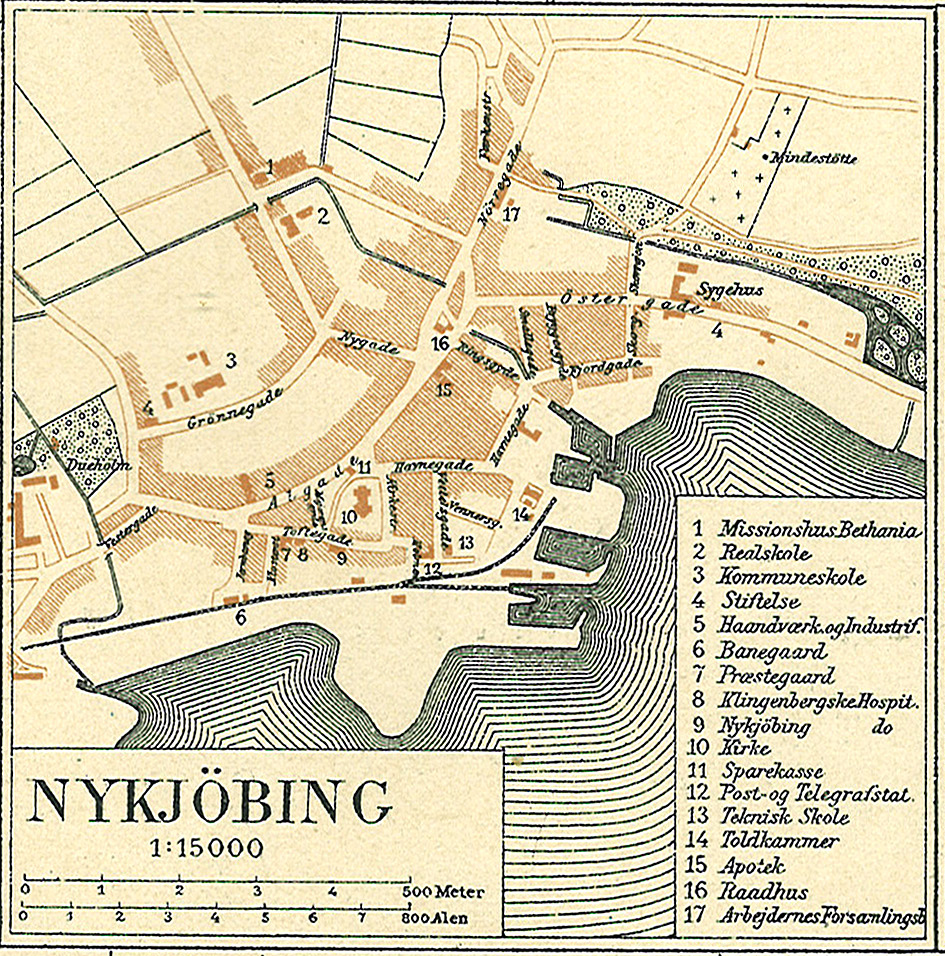
Plan de Nykøbing Mors en 1900
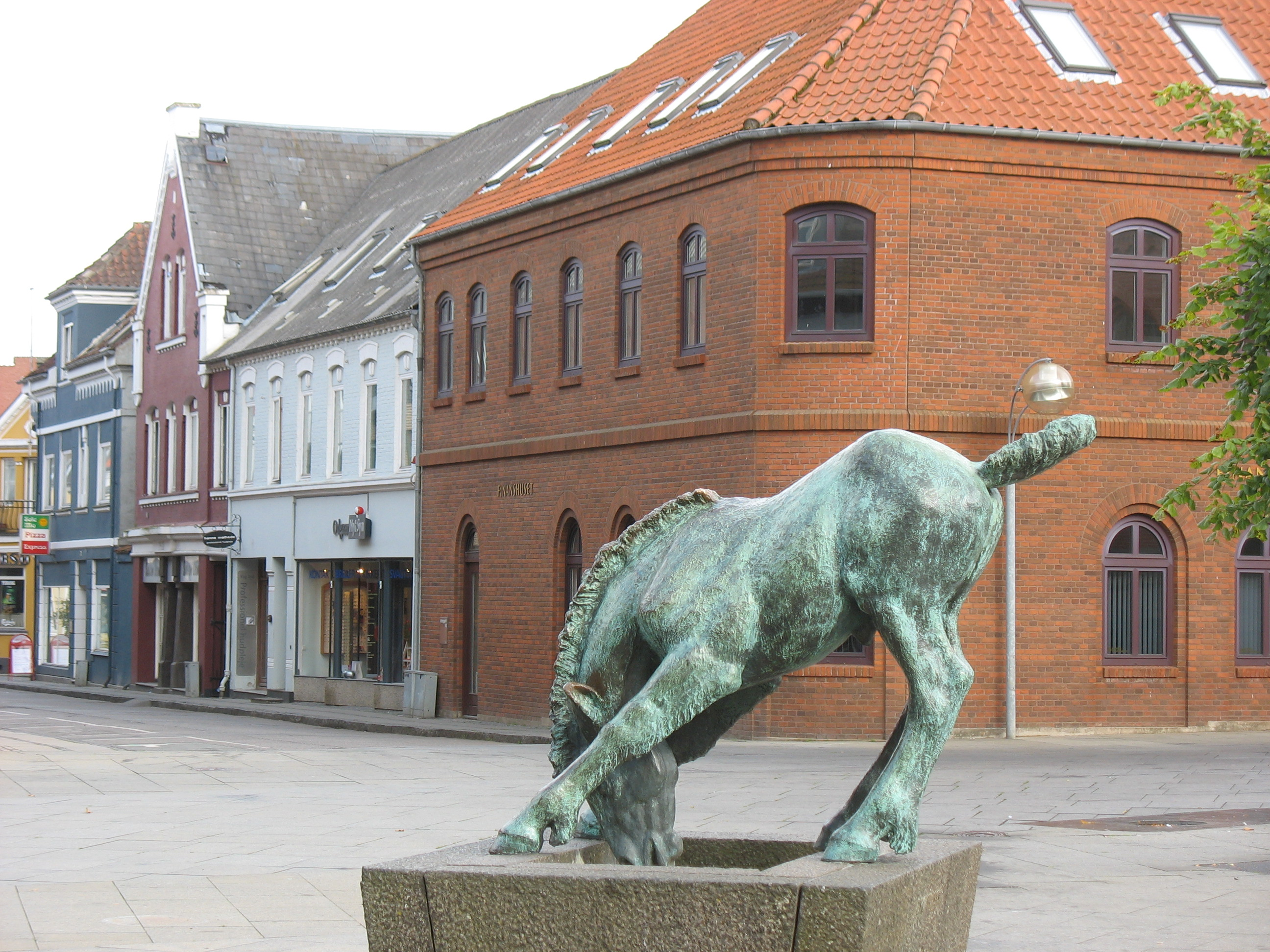
Statue dans une rue de Nykøbing Mors
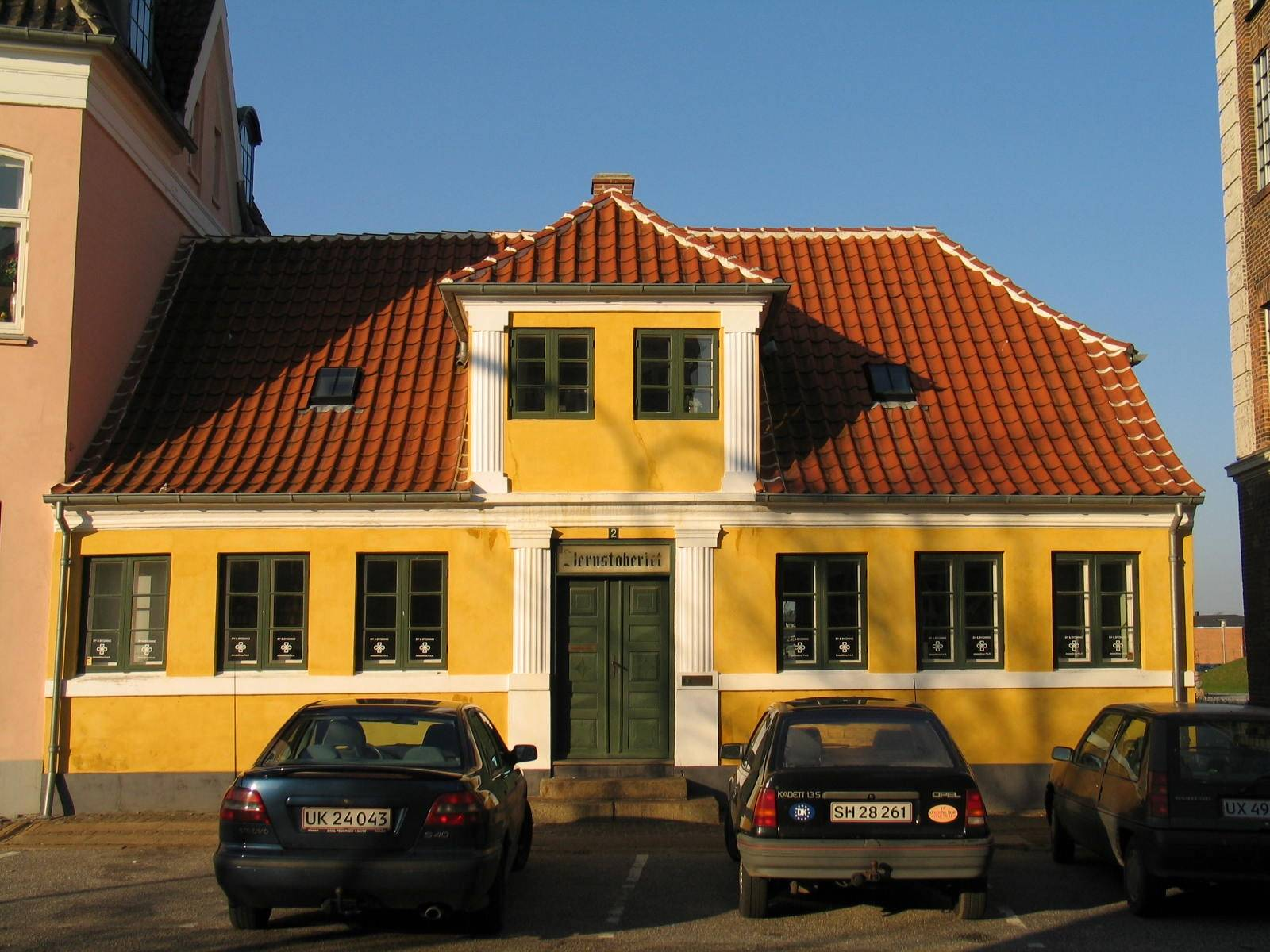
Un musée de Nykøbing Mors